# Cephaloscyllium umbratile
Cephaloscyllium umbratile  (лат.) — один из видов рода головастых акул, семейство кошачьих акул (Scyliorhinidae). Обитает в северо-западной части Тихого океана. Размножается, откладывая яйца. Рацион составляют головоногие, ракообразные и небольшие рыбы. Максимальный размер 1,4 м.

## Таксономия
Американские ихтиологи Дэвид Старр Джордан и Генри Уид Фаулер впервые описали Cephaloscyllium umbratile в выпуске «Proceedings of the United States National Museum» в 1903 году. Описываемый экземпляр представлял собой чучело акулы длиной 98 см, пойманной у берегов Нагасаки (Япония. Видовой эпитет umbratile происходит от слова лат. umbratilis — «тёмный».
С определением таксономии Cephaloscyllium umbratile произошла некоторая путаница. Когда в 1979 году специалист по акулам Стюарт Спрингер готовил отчёт по семейству кошачьих акул, он на основании «неокончательных морфометрических различий» признал Cephaloscyllium umbratile синонимом Cephaloscyllium isabellum. Некоторые исследователи поддержали теорию Спрингера, в то время, как другие, особенно в Японии, настаивали на существовании самостоятельного вида Cephaloscyllium umbratile. В дальнейшем таксономия этих видов была запутана применением названия Cephaloscyllium umbratile к схожему, но более мелкому виду, частично обитающему в том же ареале. Этот вид, именованный Леонардо Компаньо «псевдо-umbratile», был в дальнейшем назван Cephaloscyllium sarawakensis. Недавно был найден голотип, и в 2008 году Джайна Шааф-да Сильва и Дэвид Эберт заново описали вид Cephaloscyllium umbratile отдельно от Cephaloscyllium isabellum.

## Ареал и среда обитания
Cephaloscyllium umbratile обитает в северо-западной части Тихого океана от Хоккайдо (Япония) до Тайваня, включая Жёлтое море, возможно этот вид встречается в берегов Новой Гвинеи. Эта акула живёт на скалистых рифах континентального шельфа на глубине 90—200 м.

## Описание
Это акула с крепким телом и мягким брюхом, короткой, широкой и приплюснутой головой. Морда довольно вытянутая и закруглённая. Крупные ноздри спереди разделены короткими треугольными складками кожи. Маленькие овальные глаза, вытянутые по горизонтали, расположены высоко на голове и имеют рудиментарное третье веко. Позади глаз расположены пять коротких жаберных щелей, уменьшающихся к хвосту. Вместительный рот образует широкую арку, борозды по углам рта отсутствуют. Маленькие зубы имеют центральное остриё и два небольших латеральных зубца. Во рту около 59 верхних и 62 нижних зубных рядов.

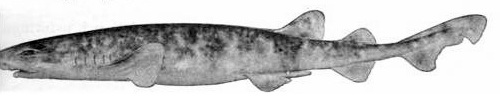

Первый спинной плавник со скруглённым концом сильно сдвинут к хвосту, его основание лежит над серединой основания маленьких брюшных плавников. Первый спинной плавник в 2 раза больше второго спинного плавника. Анальный плавник приблизительно равен по размеру первому спинному плавнику и расположен немного впереди второго спинного плавника. Грудные плавники крупные и широкие со скруглёнными концами. Длинный и широкий хвостовой плавник; верхняя доля длиннее нижней, у кончика верхней лопасти имеется глубокая вентральная выемка. Кожа толстая, покрыта разбросанными плакоидными чешуйками. Каждая чешуйка имеет корону в форме звезды с тремя горизонтальными хребтами. Окрас кремовый с серо-коричневыми пятнами, разбросанными по спине и бокам, имеются семь седловидных тёмных отметин. С возрастом пятна становятся ярче, в то время, как отметины тускнеют и практически исчезают. У старых акул имеются пятна по бокам между грудными и брюшными плавниками. Брюхо бледнее с немногочисленными тёмными пятнышками. Максимальная длина 1,4 м.

## Биология и экология
Подобно прочим головастым акулам Cephaloscyllium umbratile способны накачиваться водой или воздухом, будучи вытащенными из воды, и раздуваться в случае опасности; таким способом они расклиниваются в щелях, не позволяя себя схватить, и даже отпугивают хищника. Это приспособляющиеся и прожорливые хищники; у одной самки длиной 1 м в желудке были обнаружены 10 рыб длиной около 20 см и 15 кальмаров размером 15 см. Этот вид питается в основном рыбой, в частности миксинами, японскими скумбриями (Scomber japonicus), сардинопсами (Sardinops melanostictus), скромных тамнаконов (Thamnaconus modestus) и японских физикулюсов (Physiculus japonicus). У этих акул очень разнообразный рацион для их небольшого размера: в него входят 10 видов хрящевых рыб, включая чёрных кошачьих акул, японских кошачьих акул (Scyliorhinus torazame) и их яйца, японских электрических скатов (Narke japonica), скатов и их яйца, кроме того, они поедают мелких представителей своего вида. Также они охотятся на головоногих, таких как кальмары (Doryteuthis bleekeri) и каракатицы, и ракообразных. Рацион молодых акул может сильно отличаться в зависимости от места обитания.

### Размножение и жизненный цикл
Этот вид размножается, откладывая яйца, заключённые в капсулу кремового цвета с желтыми краями в форме кошелька, длиной 12 см и шириной 7 см. Поверхность капсулы покрыта продольными бороздками, По углам имеются спиралевидные усики, позволяющие капсуле закрепиться на дне. Размножение происходит круглый год без какой-либо сезонности. У самок имеется один функциональный яичник, расположенный справа и два функциональных яйцеклада. Это довольно плодовитый вид, в яичнике самок находится сразу несколько яиц на разных стадиях развития. За один раз самки откладывают по два яйца из каждого яйцеклада. Известно, что самки продолжают откладывать яйца, не имея контактов с самцами в течение года, что даёт основание предположить, что они способны сохранять сперму внутри себя. Достигая длины 11 см эмбрионы утрачивают внешние жабры, у них начинают формироваться плакоидные чешуйки и проявляются коричневые седловидные пятна на спине. Эмбрион развивается в яйце около года. Размер новорожденных составляет 16—22 см, они вырастают на 0,77 мм в день.
Самцы достигают половой зрелости при длине 86—96 см, а самки 92—104 см. После достижения половой зрелости рост сильно замедляется. На этих акулах паразитируют нематоды Porrocaecum cephaloscyllii и пиявки Stibarobdella macrothela.

## Взаимодействие с человеком
Cephaloscyllium umbratile не представляют опасности для человека. Они хорошо уживаются в неволе. В качестве прилова они попадают в сети японских и тайваньских донных траулеров. Вероятно, интенсивное рыболовство в ареале этих акул не наносит их популяции существенного урона, однако, для оценки статуса сохранности вида данных недостаточно.